# Belin (opera)
Belin je prva opera v slovenskem jeziku, ki jo je uglasbil Jakob Frančišek Zupan po libretu Antona Feliksa Deva. Opera je nastala leta 1780 v času narodnostnega prebujanja. Libreto je bil natisnjen v zborniku »Pisanice od lepeh umetnosti«. Alegorično sporočilo opere je naravnano proti tuji nadoblasti in poveličuje slovenstvo. Tri boginje (Ceres, Pomona in Flora) v prispodobi slovenskega naroda, častijo Belina (staroslovanski bog svetlobe - sonca) in se postavijo po robu »trinogu« Burji (negativni lik v prispodobi nadoblastnika), ki si jih hoče pokoriti. Opera je napisana v treh dejanjih. Vsako dejanje vsebuje po dve baročni ariji, recitative ter igrane vložke. Delo je bilo posvečeno umestitvi novega glavarja Dežele Kranjske Franca Adama plemenitega Lamberga, na kar kaže kronogram ob koncu libreta z letnico 1780. Glasba opere je vse do leta 2008 veljala za izgubljeno, ko je njen rokopis odkril Milko Bizjak.